# مارجاريته هانسمان
مارجاريته دوروتيا هانسمان Margarete Dorothea Hannsmann (ولدت في هايدنهايم في فبراير 1921 - ماتت في شتوتغارت في مارس 2007) هي أديبة وشاعرة وروائية ألمانية.

## حياتها
ولدت مارجاريته هانسمان في هايدنهايم, ودرست التمثيل المسرحي. وقد تزوجت بالناشر هاينريش هانسمان, وبعد وفاته في عام 1958 عملت في الإذاعة, معدة لمواد إذاعية تعليمية, وعملت كذلك بائعة للإعلانات, وممثلة في مسرح للعرائس.
وقد سافرت أكثر من مرة برفقة الكاتب يوهانس بويتين إلى اليونان. ومنذ عام 1967 أصبحت رفيقة للمثال جريسهابر, وبعد موته قضت فترة في اليونان, ثم عادت للعيش في شتوتغارت حيث توفيت.
وقد كانت مارجاريته هانسمان عضوا في "حركة السلام والبيئة المعادية للطاقة النووية"، وكذلك كانت عضوا في مجلس رئاسة مركز بن P.E.N..

## أدبها
كتبت مارجاريته هانسمان العديد من الأشكال الأدبية, فكتبت الشعر والقصص وأدب الرحلات، وكذلك كتبت التمثيليات الإذاعية.
وقد حصلت على العديد من الجوائز الأدبية, منها: جائزة شوبرت الأدبية في عام 1976, وجائزة مدينة شتوتغارت الأدبية في عام 1981, وصليب الاستحقاق الأتحادي في عام 1982.

## أعمالها
1. آثار (قصائد)
2. هذا الحلم (قصائد)
3. صراخ الطواويس
4. حتى يأتي المحاق

## روابط خارجية
- مارجاريته هانسمان على موقع مونزينجر (الألمانية)